# Chicago (filme de 2002)
Chicago é um filme musical comédia dramática norte-americano dirigido e coreografado por Rob Marshall, com roteiro de Bill Condon, baseado no musical de palco de 1975 com o mesmo nome, que por sua vez se originou na peça de mesmo nome de 1926. Foi lançado originalmente em 27 de dezembro de 2002 pela Miramax Films. Teve um orçamento de 40 milhões de dólares.
O filme explora o tema do status de celebridade instantânea na cidade de Chicago da década de 1920. Estrelado por um elenco liderado por Renée Zellweger, Catherine Zeta-Jones e Richard Gere, o filme centra-se em Roxie Hart (Zellweger) e Velma Kelly (Zeta-Jones), duas assassinas que se encontram juntas na prisão à espera de julgamento na década de 1920 em Chicago. Roxie, uma dona de casa, e Velma, uma vaudevilliana, lutam pela fama que as manterá longe da forca. Dirigido e coreografado por Rob Marshall, e adaptado por Bill Condon, Chicago venceu seis prêmios Oscar em 2003, incluindo o de melhor filme do ano. Foi o primeiro musical a receber este prêmio desde Oliver!, de 1968. Por sua atuação, Zeta-Jones ganhou o Óscar de Melhor Atriz Coadjuvante, o British Academy Film Award de Melhor Atriz Coadjuvante e o Critics Choice Movie Award de Melhor Atriz Coadjuvante. Zellweger ganhou o Globo de Ouro de Melhor Atriz - Filme de Comédia ou Musical, e Gere ganhou o Globo de Ouro de Melhor Ator - Filme de Comédia ou Musical.
Chicago ocupa a 12.ª colocação na lista dos 25 maiores musicais do cinema americano, idealizada pelo American Film Institute (AFI) e divulgada em 2006.

## Bases para o roteiro
Chicago é baseado na peça musical de mesmo nome escrita por Fred Ebb e Bob Fosse e primeiramente produzida em 1975. A peça musical, por sua vez, é baseada em outra peça, também intitulada Chicago, escrita pela jornalista Maurine Dallas Watkins em 1926. A peça de Watkins é baseada na história verídica de Beulah Annan e Belva Gaertner, duas mulheres que ganharam fama após terem sido acusadas e posteriormente absolvidas de assassinato na Chicago da década de 1920. Como jornalista, Watkins acopanhou de perto o caso de ambas.
A primeira adaptação cinematográfica da peça de Watkins ocorreu ainda na era muda do cinema, no ano de 1927, e foi produzida por Cecil B. DeMille. A segunda adaptação recebeu o título de Roxie Hart e foi dirigida por William A. Wellman em 1942. O papel-título foi interpretado por Ginger Rogers e o roteiro desta adaptação teve de ser alterado para que o filme se readequasse à censura da época.
Chicago também possui algumas fortes semelhanças, quanto ao seu estilo, a Cabaret, outra peça musical escrita por Ebb, originalmente produzida em 1966, e que mais tarde, no ano de 1972, foi adaptada para o cinema por Fosse. Chicago seria adaptado para o cinema por Fosse, que além de ter escrito, também coreografou e dirigiu a peça musical de 1975, mas ele veio a falecer em 1987. As referências feitas ao trabalho de Fosse em Cabaret são variadas e extensas. O filme é dedicado a ele.

## Sinopse
As protagonistas do filme são as assassinas Velma Kelly e Roxie Hart. Velma é uma estrela de vaudeville cujo status de celebridade apenas aumenta após assassinar à sangue frio o marido adúltero e a irmã Veronica - a amante dele. Roxie é uma dona-de-casa que sonha em se tornar uma cantora famosa. Quando assassina seu amante Fred, que a enganou para poder manter relações sexuais com ela, é mandada para a penitenciária feminina onde conhece Velma.
Roxie percebe que tem boas chances de ser condenada à pena capital. Então, por sugestão de "Mama" Morton, a supervisora da penitenciária, manda seu marido Amos, - que apesar de tudo ainda a ama -, contratar Billy Flynn, o melhor e mais famoso advogado de defesa de Chicago. Flynn promete a Roxie que fará dela uma celebridade e, assim sendo, ela será absolvida por um júri formado de pessoas que, assim como toda a cidade, a amará. Flynn manipula a imprensa e o público para que possam crer que Roxie está na cadeia por razões erradas e, assim sendo, o público passa a idolatrar Roxie e a acreditar que ela é uma garota boa que está mais do que arrependida com o que cometeu. Enquanto isso, Velma começa a ser esquecida por ambos, imprensa e público, o que a faz detestar Roxie. No entanto, Roxie também tem seu status de fama ameaçado quando uma nova assassina, uma herdeira chamada Kitty, que matou o marido e as duas amantes dele, entra em cena. Percebendo que seu status de celebridade estaria perdido ao menos que fizesse algo dramático para chamar a atenção da mídia, Roxie forja uma gravidez.
O promotor, que tem ambições de seguir a carreira política, promete que vai mandar Roxie para a forca, mas ela está munida de várias histórias falsas e da idolatria do público. Tudo corre bem, até que Velma é chamada para depor portando o diário de Roxie. Velma, cujo julgamento foi adiado indefinidamente, fez um acordo com a promotoria e consegue se safar de suas acusações. Numa jogada rápida, Flynn consegue convencer o júri da suposta inocência de Roxie. Mais tarde, Flynn revela à Roxie que precisou incriminá-la dando o diário dela à Velma, que também é sua cliente. Com o fim do julgamento, a fama de Roxie desaparece rapidamente, o que parece inexplicável para ela.
Sem sucesso, Roxie tenta uma carreira de cantora em vários bares locais. Em um deles, encontra Velma, que está disposta a dividir o palco com ela. Primeiramente, Roxie nega a oportunidade dizendo que não pode dividir o palco com uma pessoa que odeia, mas percebe que esta é sua única chance de readquirir seu status de celebridade. As duas acabam por fazer enorme sucesso.
Assim, Chicago torna-se uma  comédia musical referência para as demais produções.

## Elenco
- Renée Zellweger .... Roxie Hart
- Catherine Zeta-Jones .... Velma Kelly
- Richard Gere .... Billy Flinn
- John C. Reilly .... Amos Hart
- Queen Latifah .... "Mama" Morton
- Taye Diggs .... líder da banda
- Dominic West .... Fred Casely
- Colm Feore .... promotor Harrison
- Christine Baranski .... Mary Sunshine
- Mýa Harrison .... Mona
- Lucy Liu .... Kitty
- Jayne Eastwood .... Sr.ª Borusewicz
- Chita Rivera .... Nickie
- Susan Misner .... Liz
- Denise Faye .... Annie
- Deidre Goodwin .... June
- Ekaterina Chtchelkanova .... Hunyak

## Principais prêmios e indicações
Oscar
| Ano  | Categoria                | Notas                                         | Resultado |
| ---- | ------------------------ | --------------------------------------------- | --------- |
| 2003 | Melhor Filme             | Melhor Filme                                  | Venceu    |
| 2003 | Melhor Diretor           | Rob Marshall                                  | Indicado  |
| 2003 | Melhor Atriz             | Renée Zellweger                               | Indicado  |
| 2003 | Melhor Ator Coadjuvante  | John C. Reilly                                | Indicado  |
| 2003 | Melhor Atriz Coadjuvante | Queen Latifah                                 | Indicado  |
| 2003 | Melhor Atriz Coadjuvante | Catherine Zeta-Jones                          | Venceu    |
| 2003 | Melhor Roteiro Adaptado  | Bill Condon                                   | Indicado  |
| 2003 | Melhor Edição            | Martin Walsh                                  | Venceu    |
| 2003 | Melhor Figurino          | Colleen Atwood                                | Venceu    |
| 2003 | Melhor Direção de Arte   | John Myhre                                    | Venceu    |
| 2003 | Melhor Fotografia        | Dion Beebe                                    | Indicado  |
| 2003 | Melhor Mixagem de Som    | Michael Minkler, Dominick Tavella e David Lee | Venceu    |
| 2003 | Melhor Canção Original   | I Move On (Fred Kebb e John Kander)           | Indicado  |

Globos de Ouro
| Ano  | Categoria                      | Notas                          | Resultado |
| ---- | ------------------------------ | ------------------------------ | --------- |
| 2003 | Melhor Filme (Comédia/Musical) | Melhor Filme (Comédia/Musical) | Venceu    |
| 2003 | Melhor Diretor                 | Rob Marshall                   | Indicado  |
| 2003 | Melhor Ator (Comédia/Musical)  | Richard Gere                   | Venceu    |
| 2003 | Melhor Atriz (Comédia/Musical) | Renée Zellweger                | Venceu    |
| 2003 | Melhor Atriz (Comédia/Musical) | Catherine Zeta-Jones           | Indicado  |
| 2003 | Melhor Ator Coadjuvante        | John C. Reilly                 | Indicado  |
| 2003 | Melhor Atriz Coadjuvante       | Queen Latifah                  | Indicado  |
| 2003 | Melhor Roteiro                 | Bill Condon                    | Indicado  |

Prémios Screen Actors Guild
| Ano  | Categoria                             | Notas                | Resultado |
| ---- | ------------------------------------- | -------------------- | --------- |
| 2003 | Melhor Ator (Principal)               | Richard Gere         | Indicado  |
| 2003 | Melhor Atriz (Principal)              | Renée Zellweger      | Venceu    |
| 2003 | Melhor Atriz (Coadjuvante/Secundária) | Queen Latifah        | Indicado  |
| 2003 | Melhor Atriz (Coadjuvante/Secundária) | Catherine Zeta-Jones | Venceu    |
| 2003 | Melhor Elenco                         | Melhor Elenco        | Venceu    |

## Canções
Interpretadas pelos próprios atores e escritas por John Kander (música) e Fred Ebb (letra):
1. All That Jazz - Velma Kelly
2. Funny Honey - Roxie Hart
3. When You're Good to Mama - "Mama" Morton
4. Cell Block Tango - Velma Kelly, Mona, Liz, Annie, June e Hunyak
5. All I Care About - Billy Flynn
6. We Both Reached for the Gun - Billy Flynn e Mary Sunshine
7. Roxie - Roxie Hart
8. I Can't Do It Alone - Velma Kelly
9. Mister Cellophane - Amos Hart
10. Razzle Dazzle - Billy Flynn
11. Class (*) - Velma Kelly e "Mama" Morton
12. Nowadays - Roxie Hart
13. Nowadays / Hot Honey Rag - Roxie Hart e Velma Kelly
14. I Move On (**) - Roxie Hart e Velma Kelly

(*) Canção cortada da edição final do filme, mas incluída no álbum da trilha sonora original. Foi mais tarde também incluída no DVD e na primeira transmissão do filme na televisão pela NBC em 2005.
(**) Canção escrita especificamente para o filme, ou seja, não incluída no musical da Broadway.

## Recepção

### Crítica
Chicago foi muito bem recebido pela crítica especializada. De acordo com o site Rotten Tomatoes, de cada 10 críticas que o filme recebeu, 8,7 foram favoráveis. De acordo com as críticas do que o site define como os melhores comentaristas de cinema, 9,2 em cada 10 foram favoráveis. Já de acordo com o Metacritic, de cada 10 críticas, 8,2 eram favoráveis.
O filme foi aclamado por vários críticos de jornais famosos. De acordo com Desson Thomson, do Washington Post, é "o musical mais emocionante, inteligente e excitante desde Cabaret". De acordo com Jonathan Foreman do New York Post, o filme é melhor do que o musical que o deu origem. Para Wesley Morris do Boston Globe, é apenas um pouco mais simpático e gentil do que o musical.

### Público
Além de ter sido bem recebido pela crítica, Chicago também foi muito bem recebido pelo público. O filme, que custou 45 milhões de dólares para ser produzido, arrecadou mais de trezentos milhões nas bilheterias de todo o mundo. Isso significa que seu lucro foi cerca de quatro vezes maior que seu custo. De acordo com o website Box Office Mojo, Chicago é o terceiro musical com a maior bilheteria americana de todos os tempos, perdendo apenas para Grease de 1978 e Beauty and the Beast de 2017.. Dentre as maiores bilheterias globais, o filme ainda fica atrás de Mamma Mia!, La La Land e Les Misérables .